# Johan Hederstedt (militär)
Johan Ivar Hederstedt, född 26 augusti 1943 i Nässjö församling i Jönköpings län, är en svensk officer (general) som var Sveriges överbefälhavare 2000–2003.

## Biografi
Hederstedt har fyra barn i tidigare äktenskap, av vilka hans äldste son Peter Hederstedt, även han officer, tillträdde 2018 som chef för Militärregion Väst.

## Karriär
Åren 1965–1966 studerade Hederstedt vid Krigsskolan Karlberg. Under denna tid erhöll han graden fänrik (1966). Hederstedt tjänstgjorde 1966–1968 vid Älvsborgs regemente (I 15). I samband med att han började studera vid den tvååriga Infanteriofficershögskolan 1968 erhöll han graden löjtnant. Åren 1969–1972 tjänstgjorde han vid Infanteriets kadett- och aspirantskola och 1972 utnämndes han till kapten. Detta var samma år som han på började Militärhögskolans allmänna kurs (1972–1973). Efter avslutad kurs påbörjade han en tjänst vid Älvsborgs regemente (I 15). Där stannade han till 1974.
Åren 1974–1976 studerade han  Militärhögskolans stabskurs varpå han erhöll graden major. Detta följdes åren 1976–1981 av arbete i Försvarsstaben  Operationsledningen. Han gjorde FN-tjänst på Cypern 1981. Samma år var han åter i Sverige där han tjänstgjorde vid Norra Smålands regemente (I 12) fram till 1982. Därefter tillträdde han som chef för Försvarsstabens kvartersmästarsavdelning (1982–1986).
År 1983 blev han överstelöjtnant. Åren 1986–1988 var Hederstedt bataljonschef för  Bohusläns regemente (I 17) och detta följdes av ett uppdrag som chef för FN-bataljonen i  Libanon. Samma år (1988) avancerade han till   överste. Därefter följde fem år som brigadchef för Livgardesbrigaden (IB 1). 
Åren 1992–1992 studerade Hederstedt vid Försvarshögskolan och 1993 blev han överste av första graden varpå han tillträdde som chef Västra arméfördelningen (3. förd) åren 1993–1996.  
Parallellt med uppdraget som chef (1994) studerade Hederstedt Försvarshögskolans chefskurs. År 1996 avancerade Hederstedt till generalmajor och till ett uppdrag som Stf chef för Operationsledningen, Internationell verksamhet. Detta uppdrag behöll han fram till 1997 då han övergick till en roll som militär sakkunnig Försvarsdepartementet (1997–2000). 
År 1998 utnämndes Hederstedt till generallöjtnant och invaldes som ledamot av Kungliga Krigsvetenskapsakademien. Han är också ledamot av rådet för freds- och säkerhetsfrämjande insatser.
År 2000 blev Hederstedt general och han tillträdde som överbefälhavare den 1 juli 2000 i samband med att Försvarsmakten började omställningen från invasionsförsvar till insatsförsvar. Han är den person som innehaft posten som överbefälhavare kortast tid. Under den korta tiden som överbefälhavare kritiserades Hederstedt för en alltför långsam omställning av Försvarsmakten som inte var kostnadseffektiv. Efter en uppmärksammad representationsaktivitet valde Hederstedt att gå i pension. Hederstedt blev därmed den första överbefälhavaren som inte fick ett förnyat förordnande av regeringen. Det har varit praxis att regeringen ger överbefälhavaren ett nytt förordnande till totalt sex år. Moderatledaren Bo Lundgren kommenterade: "Människors förtroende för försvarsledningen har urholkats. Det behövs en ny försvarsledning som vågar tala klartext till statsledningen om försvarets förmåga att klara av sina uppgifter." 
Efter tsunamikatastrofen 2004 fick han i uppdrag att samordna hemtransporterna av omkomna svenskar. Året därpå  tilldelades Hederstedt Hans Majestät Konungens Medalj av 12:e storleken med kedja för framstående insatser för Sveriges försvar.

## Priser och utmärkelser

### Svenska utmärkelser
- Hans Majestät Konungens medalj, 12:e storleken i guld med kedja (2005)[8][9]
- Fredsbaskrarna Sveriges förtjänstmedalj i silver (23 mars 2002)[10]

### Utländska utmärkelser
- Kommendör av Hederslegionen (3 april 2003)[11]
- 1:a klass av Örnkorsets orden (5 februari 2004)[12]

### Priser
- 2002 - Regnbågspriset